# Санпіт (округ, Юта)
Шаблон:StateAbbr_ 39°22′ пн. ш. 111°35′ зх. д. / 39.37° пн. ш. 111.58° зх. д.
Округ Санпіт (англ. Sanpete County) — округ (графство) у штаті Юта, США. Ідентифікатор округу 49039.

## Історія
Округ утворений 1852 року.

## Демографія
За даними перепису 2000 року загальне населення округу становило 22763 осіб, зокрема міського населення було 10249, а сільського — 12514. Серед мешканців округу чоловіків було 11519, а жінок — 11244. В окрузі було 6547 домогосподарств, 5065 родин, які мешкали в 7879 будинках. Середній розмір родини становив 3,68.
Віковий розподіл населення поданий у таблиці:
| Стать    | До 15 років | 15-21 | 22-29 | 30-39 | 40-49 | 50-65 | 65-85 | Понад 85 |
| -------- | ----------- | ----- | ----- | ----- | ----- | ----- | ----- | -------- |
| Чоловіки | 3077        | 1951  | 1308  | 1338  | 1369  | 1352  | 1012  | 112      |
| Жінки    | 2965        | 2265  | 941   | 1120  | 1252  | 1362  | 1125  | 214      |

## Суміжні округи
- Юта — північ
- Карбон — північний схід
- Емері — схід
- Севір — південь
- Міллард — південний захід
- Джуеб — північний захід

## Виноски
1. ↑  US Decennial Census. US Census Bureau. Процитовано 25 червня 2015.
2. ↑  Historical Census Browser. University of Virginia Library. Архів оригіналу за 11 серпня 2012. Процитовано 25 червня 2015.
3. ↑  Forstall, Richard L., ред. (25 червня 1995). Population of Counties by Decennial Census: 1900 to 1990. US Census Bureau. Процитовано 27 березня 2015.
4. ↑  Census 2000 PHC-T-4. Ranking Tables for Counties: 1990 and 2000 (PDF). US Census Bureau. 2 квітня 2001. Процитовано 25 червня 2015.
5. ↑  State & County QuickFacts. Бюро перепису населення США. Архів оригіналу за 4 лютого 2016. Процитовано 29 грудня 2013. [Архівовано 2016-02-04 у Wayback Machine.](англ.) Наведено за англійською вікіпедією.
6. ↑  American FactFinder. Бюро перепису населення США. Архів оригіналу за 26 лютого 2012. Процитовано 31 січня 2008. [Архівовано 2008-05-21 у Wayback Machine.]

| США | Це незавершена стаття з географії США. Ви можете допомогти проєкту, виправивши або дописавши її. |